# Plaza 10 de Noviembre
La Plaza 10 de Noviembre es una plaza ubicada en Potosí, Bolivia. Se encuentra catalogada como parte del Patrimonio Cultural Boliviano.

## Características
Cuenta con cuatro esculturas: la Estatua de la Libertad, una garza en una de las fuentes, una musa y un querubín. Entre los edificios que rodean se encuentra Casas Reales, la primera Casa de la Moneda, la Iglesia mayor, el Cabildo. La plaza data de finales del siglo XIX. Fue denominada antiguamente "Plaza de Regocijo” por las celebración que se realizaban.

## Remodelación
La plaza fue remodelada en 2014, y reinaugurada el 9 de noviembre del mismo año en conmemoración a la gesta libertaria de 1810 que junto a otros eventos desembocaría en la independencia de Bolivia en 1825.

La remodelación supuso el cambio de jardineras con nuevas especies, la implementación de fuentes de agua y la restauración de los monumentos escultóricos.

Figuras escultóricas en la Plaza 10 de noviembre.
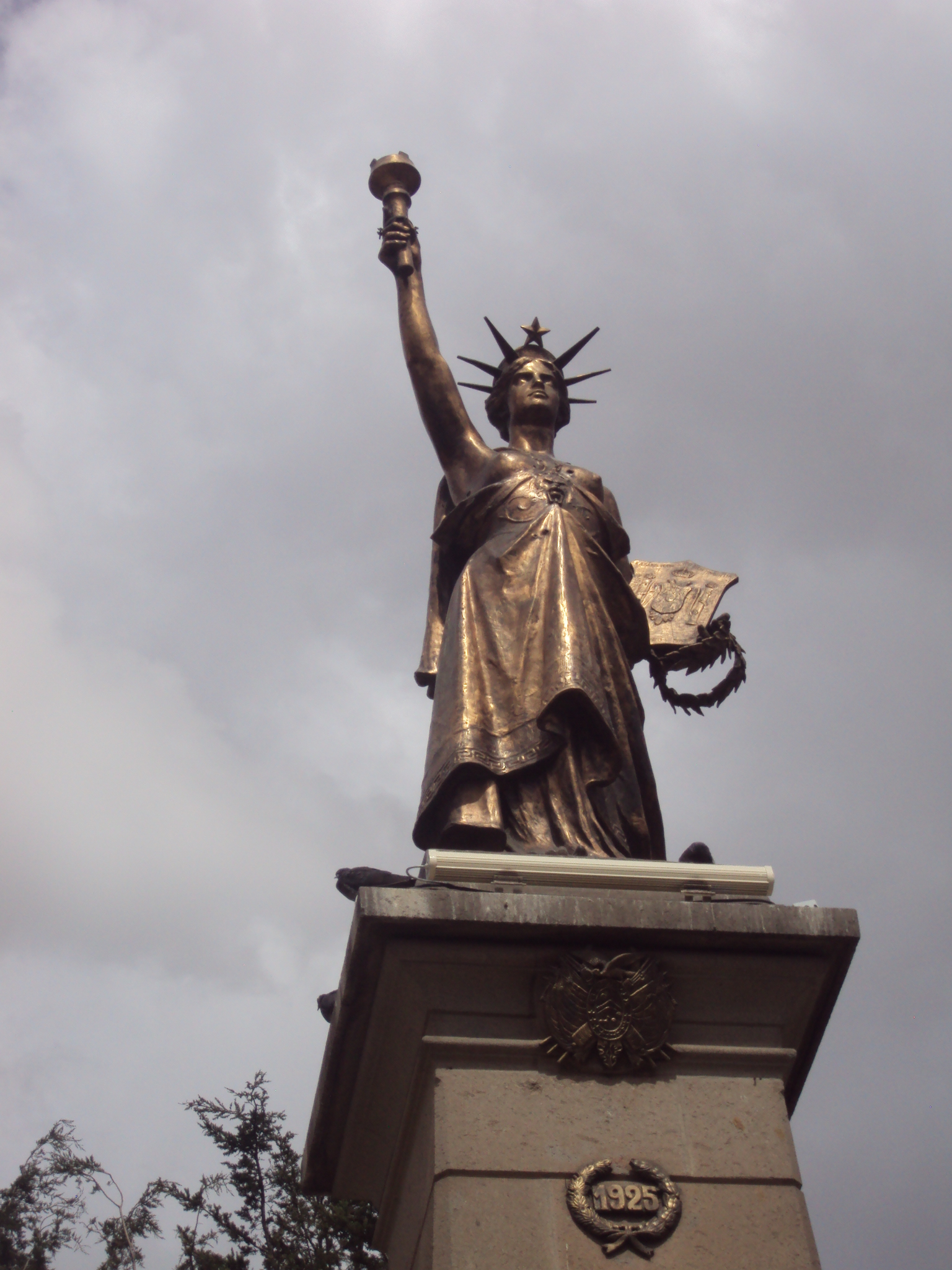
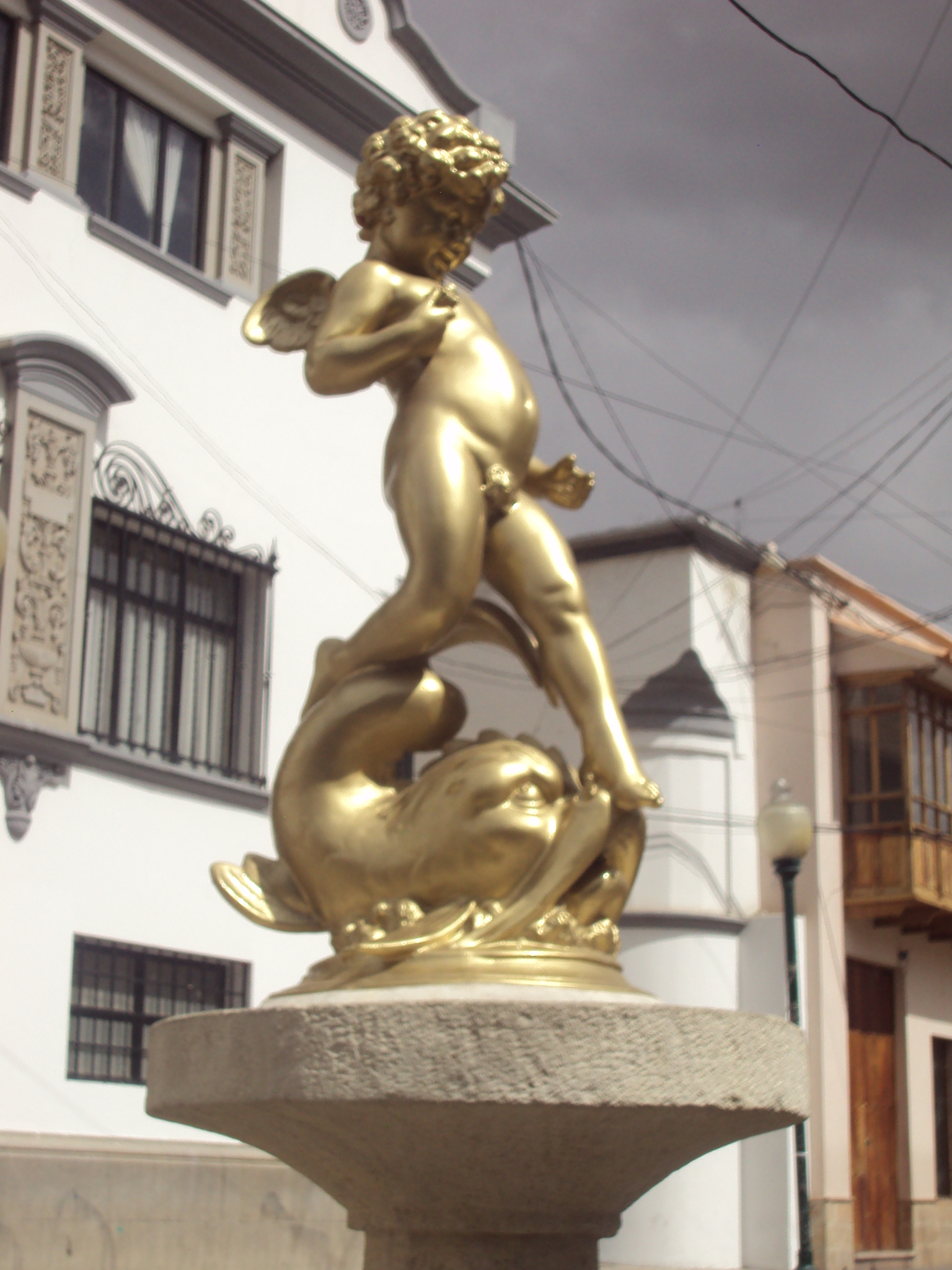
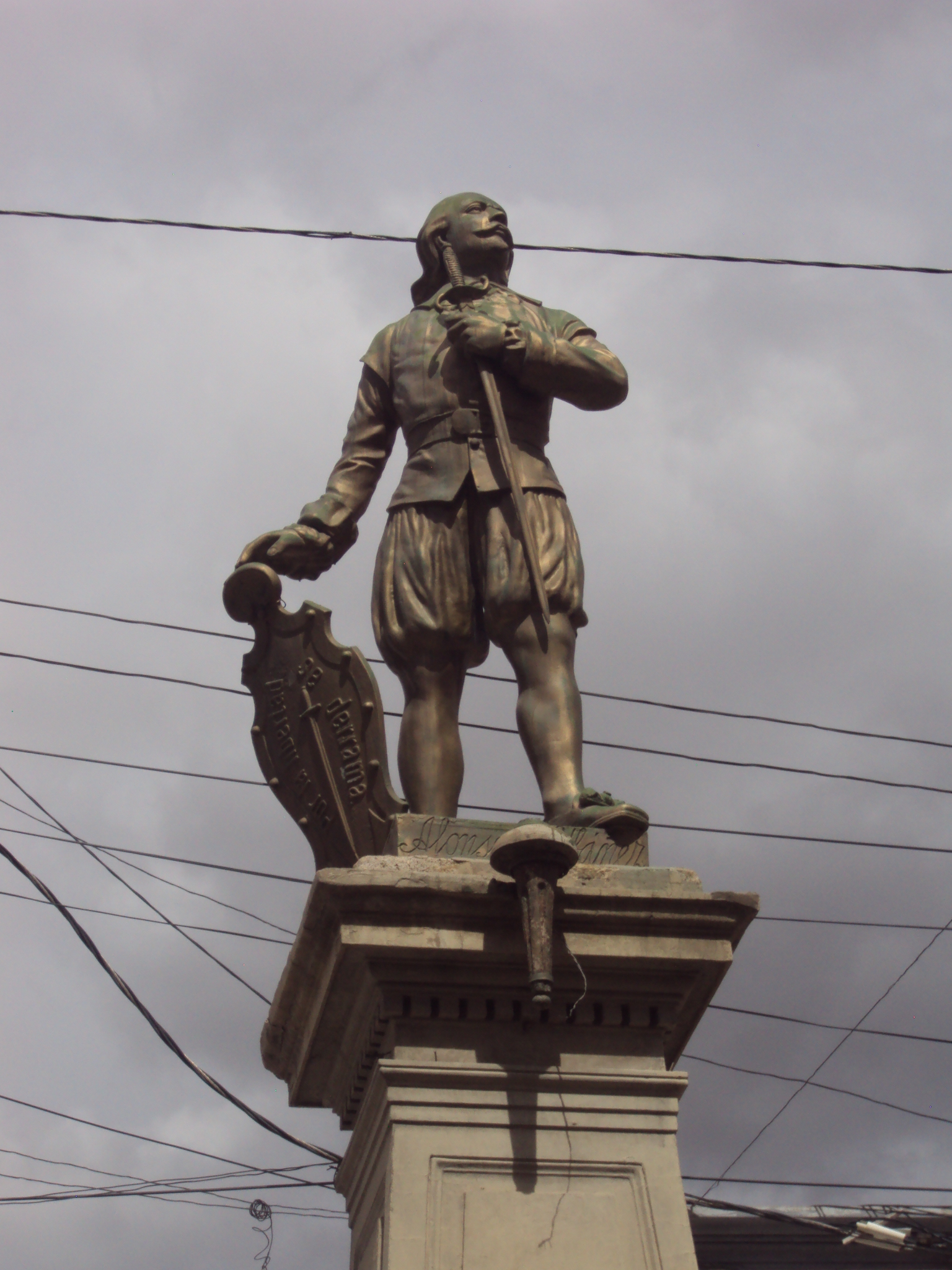

## Actividades
En éste espacio urbano se desarrollan eventos cívicos y culturales durante todo el año.